# Torla-Ordesa
Torla-Ordesa (Torla hasta noviembre de 2014) es una localidad y municipio español en el Sobrarbe, provincia de Huesca, Aragón. Se sitúa al norte de su provincia y al noroeste de su comarca, y fronterizo con Francia, aunque sin conexión por carretera con ella.

## Geografía

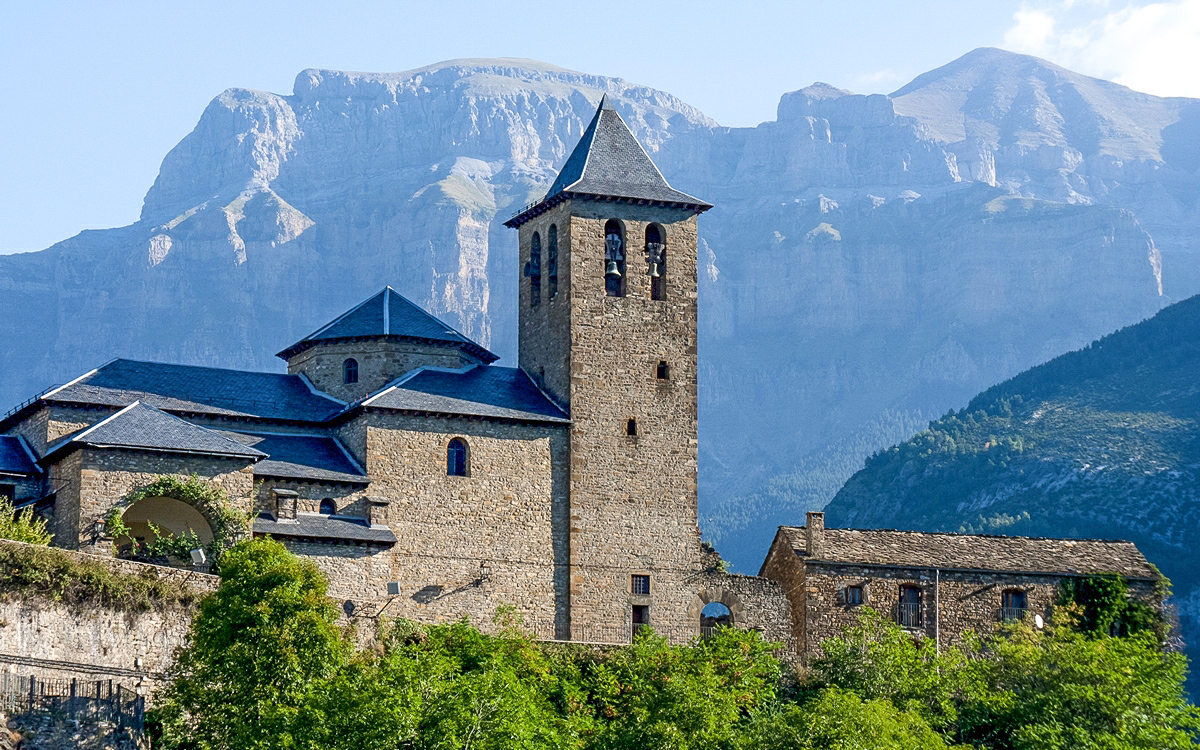
Iglesia de Torla-Ordesa

Torla se encuentra en el valle glaciar del río Ara, después de la confluencia de los valles de Bujaruelo (donde nace el río Ara) y el Ordesa (río Arazas), suponiéndose que la lengua glaciar llegaba hasta Asín de Broto, con más de 30 km en total. El Ara pasa por ser el único río de cierta importancia de España que no está represado por la mano humana en todo el curso de 70 km hasta su confluencia con el río Cinca en Aínsa.
Es puerta de acceso al valle de Ordesa perteneciente al parque nacional de Ordesa y Monte Perdido, así como al valle de Broto. Se encuentra a 100 km de Huesca capital, y el acceso por carretera solo puede realizarse por la N-260 desde Broto o desde Biescas a través del puerto de Cotefablo (1423 m). Además del núcleo de Torla, el municipio lo conforman también las poblaciones de Fragén, Linás de Broto y Víu de Linás.
Parte de su término municipal está ocupado por el Monumento natural de los Glaciares Pirenaicos.

## Historia

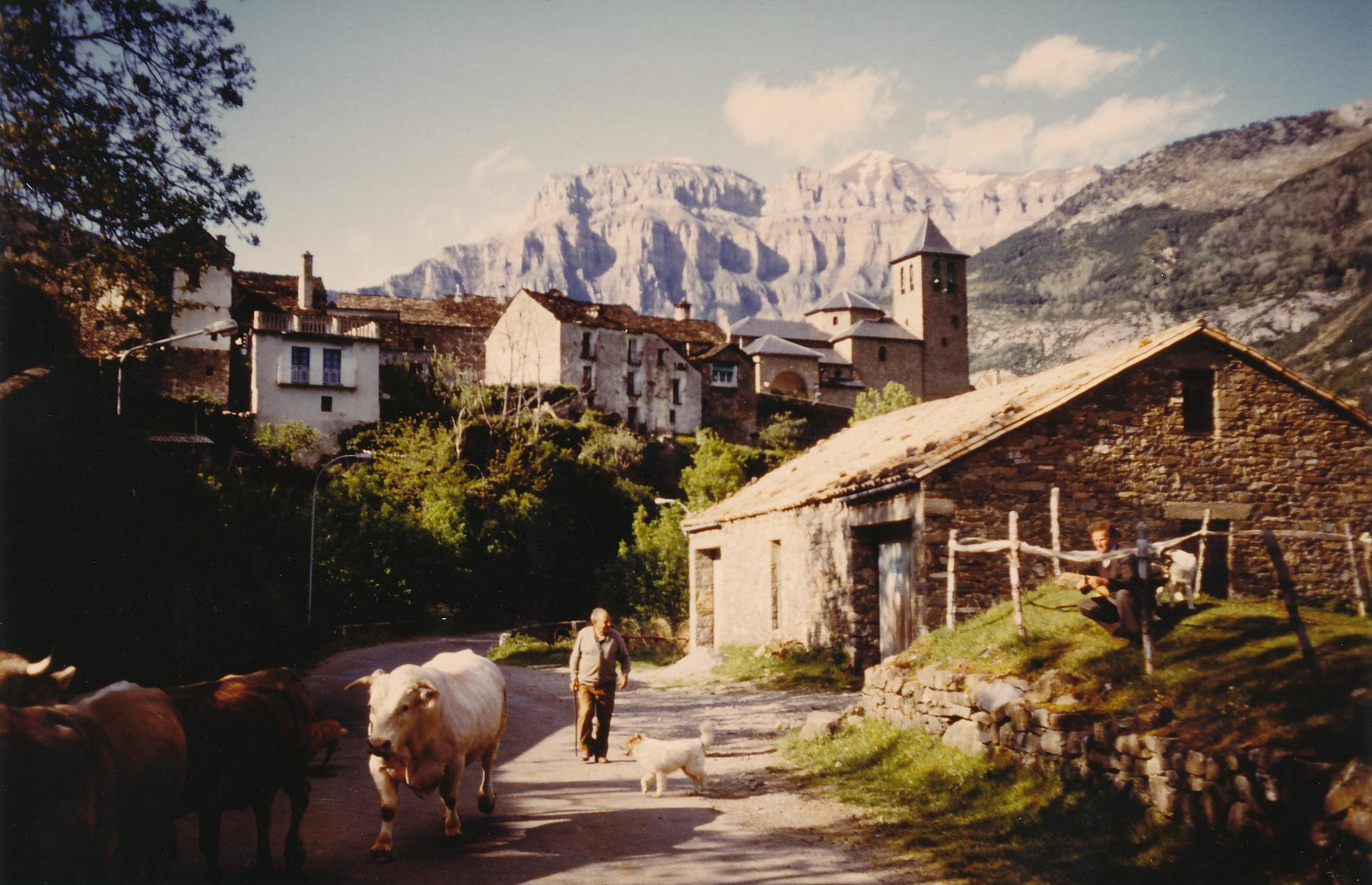
Torla en 1987

Su nombre se atribuye a una derivación de 'torre', en referencia a la torre defensiva que existió para defensa del valle frente a las incursiones desde territorio francés desde la época de Juan II de Aragón (siglo XV). Esta fortaleza se supone construida donde hoy se encuentra la hermosa iglesia románica, sobre una gran roca que domina el valle y que la carretera actual atraviesa en túnel justo por debajo de la iglesia.
Su primera mención escrita data del año 1076 si bien se da por seguro que debió existir una población previa incluso en época tardorromana. La historia de Torla ha quedado profundamente marcada por su condición fronteriza, bien como cañada de paso para ganaderías (citadas ya por Alfonso X el Sabio en el siglo XIII), como frontera (considerada como tal desde 1443) o durante los numerosos conflictos que enfrentaron Torla y el Valle de Broto al que pertenecía, con el valle vecino de Baregés, perteneciente este al condado del Bigorre.
A comienzos del verano de 1319 sufrió un terrible saqueo por parte de los invasores galos lo que la llevó a mejorar notablemente sus fortificaciones, época en la que seguramente se levantaría los restos de la torre que conforman hoy la denominada "Cripta de San Jorge", entre las ruinas del castillo. Razzias, saqueos y enfrentamientos los hubo durante todo el siglo XV pero sería a raíz del segundo y más serio saqueo de la villa en 1512, cuando los torlenses pidieron ayuda para levantar el castillo y las defensas cuyos restos hoy podemos disfrutar paseando por sus medievales calles. Por cierto que mientras los franceses se retiraban de vuelta a la frontera, los de Torla se ganaron justa fama de bravos y posiblemente el título de villa, tendiendo una emboscada en la denominada garganta de Correador o Escalar, donde dieron muerte a dos capitanes enemigos y capturaron sus banderas que fueron exhibidas por un tiempo en la iglesia del pueblo. Los cuerpos de dichos capitanes fueron recogidos y enterrados con todos los honores en San Salvador donde todavía hoy reposan.
Las fortificaciones fueron levantadas a lo largo del siglo XVI, seguramente entre 1525 y 1550. Si bien Torla estuvo completamente amurallada, hoy solo conserva parte de su castillo (Museo Etnológico), la torre de Casa Mesonero donde tuvo que estar la denominada Puerta de Francia y restos de torres y puertas en Casa Ballarín y Casa Ruba. Conservó hasta 1925 otra torre de grandes dimensiones en el denominado barrio de Santa Lucía hoy ya perdido.
El siglo XVII sin embargo fue de gran esplendor económico para la villa, época en la que una débil pero larga paz con Baregés unido al comercio y contrabando, terminaron por enriquecer a los grandes apellidos del lugar y levantar muchas de las hermosas casonas que aún hoy se conservan: Casa Viu, Casa Ruba, Casa Oliván, Casa Café, Casa Sastre, Casa Pintao, Casa Colosca, Casa Tapia. Es en ese siglo de prosperidad cuando se amplia la iglesia de San Salvador, conocida hasta el siglo XV como de San Pedro, obra concluida hacia 1679 a la que se añadieron hermosos retablos, ornatos, órgano y sillería, todo ello lamentablemente perdido durante el desastre de la guerra civil española.
Tuvo también Torla monasterio propio, el de San Basilio, cuyo origen desconocemos y que parece ser a causa de su no excesiva riqueza, desapareció a comienzos del siglo XVII siendo comprados sus edificios y terrenos por Casa Lardiés, conocida desde entonces como Casa Fraile. Una sencilla imagen de la Virgen con Niño localizada cerca de donde estuvo emplazado es prácticamente lo único que se conserva del cenobio.
Sin embargo, el XVII dio paso a siglos mucho más difíciles, como el XVIII, que comenzó con la guerra de Sucesión, donde Torla tomó partido por el bando Austria y, junto con Broto, ganaron fama de fieros defensores de sus fueros y privilegios llegando incluso a sitiar la borbona Jaca. Pero en octubre de 1706 un ejército al mando del marqués de Saluzzi terminó por tomar el valle y bombardear el castillo de Torla que se quemó adoptando su actual fisonomía.
Ya durante la guerra de Convención (1792-1795) y durante la de Independencia (1808-1814) el castillo no podía ser usado, aunque sirviera de refugio tanto a compañías del ejército regular como a guerrilleros, los cuales no pudieron evitar la entrada de los franceses en Torla y su saqueo el 20 de septiembre de 1809.
Un último reto para los torlenses fue la Guerra Civil que no solo terminó socavando su ya no de por sí muy elevada población sino quemando parte de su antiguo esplendor si bien, en parte conservado en parte restaurado, es hoy uno de los principales atractivos de la villa.
La localidad conserva diversos elementos de la Edad Media. Cabe destacar la iglesia de San Salvador y sus retablos rescatados de pueblos abandonados, el castillo actual Museo Etnológico en especial las pinturas medievales de la Cripta de San Jorge, la plaza Mayor del siglo XIII, las casonas de los siglos XIII-XVIII, los escudos infanzones, espantabrujas, inscripciones, ventanas geminadas.
El municipio de Torla-Ordesa está compuesto además por otros tres pueblos: Fragén, Víu de Linás y Linás de Broto.
En Linás a pesar del tremendo bajón demográfico sufrido, todavía hoy se puede uno deleitar por el espectacular paisaje que supone la sierra de Tendeñera, observado desde la iglesia de San Miguel, una antigua fortaleza medieval que todavía conserva aspilleras y una torre fortificada hoy usada de campanario. La obra actual, finalizada hacia 1580 presente un aspecto muy diferente al original debido a los terribles daños que sufrió en 1706 durante la guerra de Sucesión.

## Demografía
Torla-Ordesa cuenta con una población de 335 habitantes (INE 2024).
| Gráfica de evolución demográfica de Torla entre 1842 y 2021 |
| |
| Población de derecho según los censos de población del INE Población de hecho según los censos de población del INEEntre el censo de 1857 y el anterior, crece el término del municipio porque incorpora a 225115 (Frajén) Entre el censo de 1981 y el anterior, crece el término del municipio porque incorpora a 22148 (Linás de Broto) |

## Administración y política

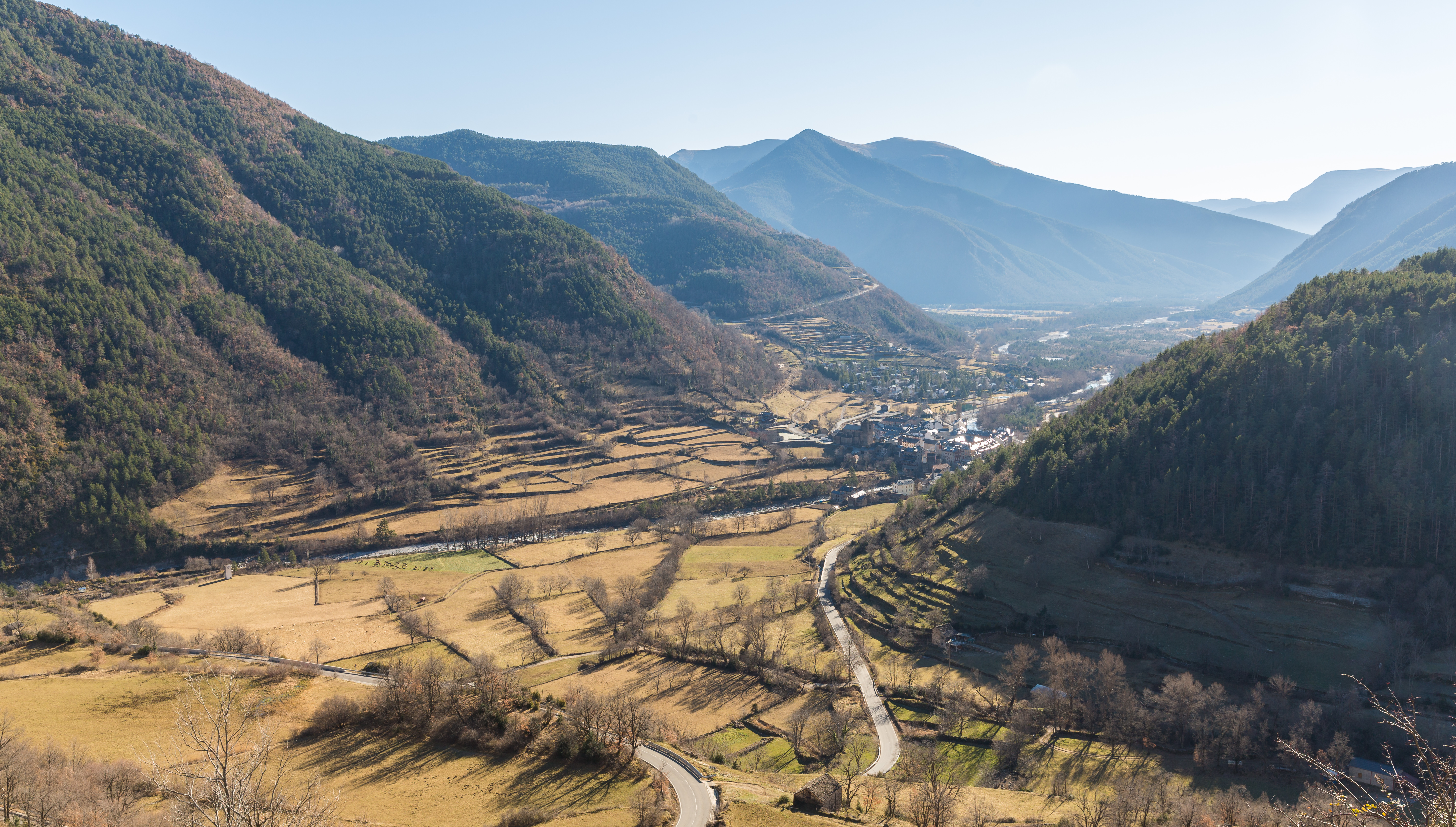
Vista de Torla-Ordesa en su ubicación en el valle

| Período   | Alcalde                  | Partido |  |
| --------- | ------------------------ | ------- |  |
| 1979-1983 | Pascual Lanuza Buisán    | PSOE    |  |
| 1983-1987 |                          |         |  |
| 1987-1991 |                          |         |  |
| 1991-1995 |                          |         |  |
| 1995-1999 |                          |         |  |
| 1999-2003 |                          |         |  |
| 2003-2007 |                          |         |  |
| 2007-2011 |                          |         |  |
| 2011-2015 | Miguel Villacampa Oliván | PP      |  |
| 2015-2019 | Miguel Villacampa Oliván | PP      |  |

| Partido político    | Partido político                                   | 2003   | 2007   | 2011   | 2015   |
| Partido político    | Partido político                                   | Ediles | Ediles | Ediles | Ediles |
|                     | Partido Popular de Aragón (PP)                     | 4      | 5      | 4      | 4      |
|                     | Partido de los Socialistas de Aragón (PSOE-Aragón) | 2      | 1      | 2      | 3      |
|                     | Chunta Aragonesista (CHA)                          | 1      | 1      | 1      | 0      |
|                     | Partido Aragonés (PAR)                             | —      | 0      | 0      | —      |
| Total de concejales | Total de concejales                                | 7      | 7      | 7      | 7      |

## Fiestas
La riqueza folclórica y etnológica de Torla-Ordesa es verdaderamente extraordinaria, original y peculiar, resultado evidente de siglos de aislamiento. Quedan todavía numerosos retazos de la lengua tradicional, el aragonés de Sobrarbe, donde hablar es "Charrar" y buenos días "Güen Matín".
Hasta hace pocos años, en la localidad y en otras próximas se mantuvo el aragonés bergotés, tal vez una de las variedades más puras en cuanto a rasgos lingüísticos. Destacan los sustantivos y participios acabados en -ATO, -ATA (puyato, prato), diptongaciones en -IA, -UA (babiaca, buano) voces como fuande (ar. fuen; cast. fuente) aldo (alto) y otros rasgos. Probablemente los últimos hablantes fallecieron a finales del siglo XX aunque en la actualidad se está tratando de recuperar a través del pregón de los carnavales.
Pero de todo lo conservado, sin duda los dos grandes motivos de orgullo para los torlenses son sus danzas tradicionales y el denominado Carnaval.
Cada 12 de octubre los mozos casaderos de Torla-Ordesa, vestidos con los mantos tradicionales, ejecutan tres tipos de danza:
- El Palotiau, bailado en procesión con la Virgen del Pilar, patrona de la Villa y que representa las luchas por el control de los pastos de alta montaña y las mugas. En la misma y "armados" con gruesos palos de boj, los mozos se golpean tratando de quebrar el palo del contrario, danza para la cual se necesita fuerza y tino.
- La Jota, en nada parecida a la popular jota aragonesa. Más movida, representa las reuniones pastoriles nocturnas que se realizaban para proteger en común los rebaños de ladrones y bestias.
- El Repatán, sin duda el más popular y temido de todos. En él, nuestro Mayoral, es decir el más veterano de los danzantes, poner a prueba la resistencia de todos y cada uno de los pastores ejecutando una alocada danza que representa la recogida del ganado cada invierno (ni que decir tiene que el ganado lo representan los mismos y asombrados espectadores). Al final y tras un breve descanso en Casa Carneta, el Mayoral decide probar la fortaleza del Repatán (el más novato de los danzantes) con el fin de probar si merece o no llegar a ser pastor, para lo cual aligera el ritmo y enloquece al más breado y fortachón de los repatanes. Es el más esperado de todos los dances por su espectacularidad y evidente riesgo físico para danzantes.....y espectadores.

Prohibido durante la Dictadura, el empeño de la juventud torlense de los años 80-90 consiguió recuperar su afamado Carnaval. Para ello, el último domingo de febrero, el Tenedor (cazador local) atrapa al Carnaval (especie de demonio grotesco y burlón) y para demostrar su valía y recibir las alabanzas del pueblo, el Tenedor lo pasea casa por casa ejecutando la Ronda, en la que se cantan jotas y se da buena cuenta del vino rancio, rosquillas, buñuelos y empanadas de membrillo tradicionales de estas fechas. Finalmente tiene lugar el inigualable juicio al Carnaval en el que un Juzgado formado por curas y monjes acusa al Carnaval de todos los males acaecidos en el pueblo a lo largo del año (desde un brazo roto hasta los malos noviazgos). El juicio se realiza en fabla y ante las acusaciones de los jueces, el Carnaval responde con contestaciones cargadas de gracia que provocan las risas e hilaridad de los espectadores. Finalmente condenado se mata al Carnaval......hasta el año que viene.
Prácticamente desconocidas para el público en general son sus procesiones. En ellas, el pueblo marcha en Romería hasta las ermitas en cuestión y tras celebrar misa, se reparte torta bendecida (verdaderamente deliciosa) que según la tradición, proporciona al que la come aquello que se supone otorga el santo. Es una de las herencias mejor conservadas de Torla dado que de las cuatro procesiones que en tiempos existieron se conservan tres y todavía hoy pueden visitarse las cuatro ermitas perfectamente conservadas. El 8 de mayo se sube a San Miguel, antiguo pueblo desaparecido hacia 1740 y del que nos queda su iglesia, construida en 1620. En enero se hace lo propio en San Antón para rogarle por el ganado. En mayo se hace lo propio a Sta Elena, matrona de Torla, y cuya ermita, levantada a finales del siglo XVIII fue en realidad, una pardina que sirvió para guardar ganado o incluso proteger a resistentes, maquis o perseguidos por los nazis. Por último Santa Ana es una diminuta ermita levantada en 1606 y pagada por la familia Viu para que protegiera una de sus posesiones más queridas y alejadas. Su romería que se festejaba cada 26 de julio se perdió en cuanto el turismo afloró como principal fuente de ingresos en la villa y ello impedía a la gente encontrar tiempo para acudir a la misma.